# 莱姆克-豪森算法
莱姆克-豪森算法（英語：Lemke–Howson algorithm）是一种计算双矩阵博弈的纳什均衡的算法，以其提出者卡尔顿·E·莱姆克和J.T.豪森的名字命名。据说它是“寻找纳什均衡的组合算法中最著名的算法”。

## 说明
该算法需要输入两个参与者的博弈矩阵G，这些参与者分别有m和n个纯策略。G由两个m × n的博弈矩阵A和B组成，它们分别是参与者1和2在所有决策下的收益。在这一算法中，我们假设所有的收益都是正的。
G有两个相应的多胞形（称为最佳回应多胞形）{\displaystyle P_{1}}和{\displaystyle P_{2}}，分别为m维和n维，定义如下:
{\displaystyle P_{1}}在集合{\displaystyle R^{m}}中，其坐标用{{\displaystyle x_{1}},...,{\displaystyle x_{m}}}表示。并且{\displaystyle P_{1}}的范围是被{\displaystyle x_{i}\geq 0}（其中{\displaystyle i\in \{1\cdots m\}}）这{\displaystyle m}个不等式以及{\displaystyle B_{1,j}x_{1}+\cdots +B_{m,j}x_{m}\leq 1}（其中{\displaystyle j\in \{1\cdots n\}}）这{\displaystyle n}个不等式所规定的。
{\displaystyle P_{2}}在集合{\displaystyle R^{n}}中，其坐标用{{\displaystyle x_{m+1}},...,{\displaystyle x_{m+n}}}表示。并且{\displaystyle P_{2}}的范围是被{\displaystyle x_{m+i}\geq 0}（其中{\displaystyle i\in \{1\cdots n\}}）这{\displaystyle n}个不等式以及{\displaystyle A_{j,1}x_{m+1}+\cdots +A_{j,n}x_{m+n}\leq 1}（其中{\displaystyle j\in \{1\cdots m\}}）这{\displaystyle m}个不等式所规定的。
{\displaystyle P_{1}}表示参与人1的{\displaystyle m}个纯策略的非归一化概率分布集合，即参与人2的期望收益最多为1。前{\displaystyle m}个约束条件要求概率是非负的，其他{\displaystyle n}个约束条件要求参与人2的n个纯策略的期望收益不超过1，{\displaystyle P_{2}}同理。
{\displaystyle P_{1}}的每个顶点{\displaystyle v}都与集合{\displaystyle j\in \{1\cdots m+n\}}中的一组标签相关联。对于{\displaystyle i\in \{1\cdots m\}}，如果在顶点{\displaystyle v}处存在{\displaystyle x_{i}=0}，顶点{\displaystyle v}就会得到标签{\displaystyle i}。对于{\displaystyle j\in \{1\cdots n\}}，当{\displaystyle B_{1,j}x_{1}+\cdots +B_{m,j}x_{m}=1}时，顶点{\displaystyle v}就会得到标签{\displaystyle m+j}。假设{\displaystyle P_{1}}是非退化的，每个顶点都关联到{\displaystyle P_{1}}的{\displaystyle m}个刻面，并且有{\displaystyle m}个标签。在这里需要注意的是，原点也是{\displaystyle P_{1}}的一个顶点，它所拥有的标签集合是{\displaystyle \{1\cdots m\}}。
同理，{\displaystyle P_{2}}的每个顶点{\displaystyle w}都与集合{\displaystyle j\in \{1\cdots m+n\}}中的一组标签相关联。对于{\displaystyle j\in \{1\cdots n\}}，如果在顶点{\displaystyle w}处存在{\displaystyle x_{m+i}=0}，顶点{\displaystyle w}就会得到标签{\displaystyle m+i}。对于{\displaystyle i\in \{1\cdots m\}}，当{\displaystyle A_{i,1}x_{m+1}+\cdots +A_{i,n}x_{m+n}=1}时，顶点{\displaystyle w}就会得到标签{\displaystyle i}。假设{\displaystyle P_{2}}是非退化的，每个顶点都关联到{\displaystyle P_{2}}的{\displaystyle n}个刻面，并且有{\displaystyle n}个标签。在这里需要注意的是，原点也是{\displaystyle P_{2}}的一个顶点，它所拥有的标签集合{\displaystyle \{m+1\cdots m+n\}}。
对于顶点对{\displaystyle (v,w)}，其中{\displaystyle v\in P_{1}}且{\displaystyle w\in P_{2}}，如果满足{\displaystyle v}与{\displaystyle w}的并集包含集合{\displaystyle \{1\cdots m+n\}}中所有的标签，那么我们可以定义这样一个顶点对是完全标记的。如果{\displaystyle v}与{\displaystyle w}分别为{\displaystyle P_{1}}与{\displaystyle P_{2}}的原点，那么顶点对{\displaystyle (v,w)}是完全标记的。如果与{\displaystyle v\cup w}包含了集合{\displaystyle \{1\cdots m+n\}}中除{\displaystyle g}之外的所有标签，我们就定义顶点对{\displaystyle (v,w)}几乎完全标记，在这种情况下{\displaystyle v\cap w}中存在一个标签。
主元运算如下所示：取某顶点对{\displaystyle (v,w)}，用{\displaystyle P_{1}}中某个与{\displaystyle v}相邻的顶点替换{\displaystyle v}，或者用{\displaystyle P_{2}}中某个与{\displaystyle w}相邻的顶点替换{\displaystyle w}。这步操作的意义是在{\displaystyle v}被替换的情况下用另一个标签替换{\displaystyle v}的某个标签。被替换的标签就会立刻被丢弃。对于{\displaystyle v}的任何标签，都可以通过移动到与{\displaystyle v}相邻且不包含与该标签关联的超平面的顶点来删除该标签。
算法从由两个原点组成的完全标记对{\displaystyle (v,w)}开始。

## 特点
该算法最多能找到{\displaystyle n+m}个不同的纳什均衡，最初放弃标签的任何选择决定了最终由算法找到的均衡。